# Anthony Kim
Anthony Ha-Jin Kim (Los Angeles 19 juni 1985) is een Koreaans-Amerikaans professioneel golfer.

## Amateur
Kim woonde vroeger in La Quinta, Californië, en ging daar naar de La Quinta High School. Daarna studeerde hij drie jaar lang aan de Universiteit van Oklahoma. Hij speelde veel golf, won onder andere in 2004 het 'Northeast Amateur' en zat in het Amerikaanse team dat in 2005 op de Chicago Golf Club de Walker Cup won.

### Teams
- Walker Cup: 2005 (winnaars)

## Professional
Kim werd in 2006 professional en slaagde er meteen in via de Tourschool een kaart te krijgen voor de Amerikaanse PGA Tour (US) van 2007.
Zijn beste jaar was 2008. Hij werd 10de bij het US Open, 7de bij het Brits Open, en won twee toernooien op de Amerikaanse Tour. Hij eindigde dat jaar als 6de op de wereldranglijst. Ook won hij het Wachovia Championship en de AT&T National.
In 2010 won Kim de Houston Open via een play-off met Vaughn Taylor. Daarna werd hij aan zijn duim geopereerd. het WGC - Bridgestone Invitational is het eerste toernooi waar hij weer aan meedoet.

### Gewonnen
- 2008: Wachovia Championship (US), AT&T National (US)
- 2010: Houston Open

### Teams
- Ryder Cup: 2008 (winnaars)
- Presidents Cup: 2009 (winnaars)